# Nikita Baranov
Nikita Baranov (Tallinn, 19 agosto 1992) è un calciatore estone, difensore del Paide e della nazionale estone.

## Carriera

### Club

#### Flora Tallinn
Baranov ha vestito la maglia del Flora Tallinn a partire dal 2010. Ha esordito in Meistriliiga in data 14 agosto 2010, schierato titolare nella vittoria casalinga per 5-0 sul Lootus. A fine stagione, la squadra ha conquistato il campionato e la coppa nazionale.
Il 9 aprile 2011 ha trovato la prima rete nella massima divisione locale, con cui ha contribuito al successo interno per 6-0 sull'Ajax Lasnamäe. Il 12 luglio successivo ha avuto l'opportunità di debuttare nelle competizioni europee per club, venendo schierato titolare nella sconfitta per 1-0 sul campo dello Shamrock Rovers, nell'andata del secondo turno di qualificazione alla Champions League 2011-2012.
Baranov è rimasto in squadra fino al termine della stagione 2016 ed ha contribuito alle vittorie del campionato 2011 e 2015, dell'Eesti Karikas 2012-2013 e 2015-2016 e dell'Eesti Superkarikas 2012, 2014 e 2016.

#### Kristiansund
Il 9 febbraio 2017, i norvegesi del Kristiansund hanno annunciato sul proprio sito internet d'aver trovato un accordo per l'ingaggio dello svincolato Baranov. La società ha chiesto aiuto a sponsor e tifosi attraverso un sistema di crowdfunding per raccogliere le 200.000 corone mancanti per raggiungere l'accordo economico, oltre alle 300.000 già messe a disposizione dal club. Il 15 febbraio, il Kristiansund ha reso noto d'aver raggiunto la cifra richiesta e di aver quindi ingaggiato ufficialmente Baranov, con un contratto annuale. Ha esordito in Eliteserien in data 5 aprile, schierato titolare nella sconfitta per 2-0 subita sul campo dell'Odd. Ha chiuso l'annata a quota 29 presenze, tra campionato e coppa, senza alcuna rete all'attivo.

#### Sogndal
Il 26 luglio 2018 è passato al Sogndal a titolo definitivo, firmando un contratto valido fino al 31 dicembre 2019. Ha esordito in squadra il 29 luglio, schierato titolare nel pareggio a reti inviolate maturato sul campo del Jerv. Ha collezionato 12 presenze nel corso di questa porzione di stagione con il Sogndal.

#### Beroe
A gennaio 2019 ha lasciato il Sogndal per trasferirsi a titolo definitivo ai bulgari del Beroe.

### Nazionale
A livello giovanile, Baranov ha giocato per l'Estonia Under-18, Under-19, Under-21 e Under-23. Per quanto concerne la selezione Under-21, ha esordito in data 15 agosto 2012: ha sostituito Artjom Artjunin nell'amichevole persa per 2-0 contro l'Azerbaigian. Il 6 settembre 2013 ha trovato la prima rete, nel pareggio per 1-1 contro la Bulgaria, in una sfida valida per le qualificazioni al campionato europeo Under-21 2015.
L'11 novembre 2015 ha avuto l'opportunità di debuttare in Nazionale maggiore, schierato titolare nell'amichevole vinta per 3-0 sulla Georgia.

## Statistiche

### Presenze e reti nei club
Statistiche aggiornate al 16 gennaio 2019.
| Stagione                | Club                    | Campionato              | Campionato | Campionato | Coppe nazionali | Coppe nazionali | Coppe nazionali | Coppe continentali | Coppe continentali | Coppe continentali | Supercoppe | Supercoppe | Supercoppe | Totale | Totale |
| Stagione                | Club                    | Comp                    | Pres       | Reti       | Comp            | Pres            | Reti            | Comp               | Pres               | Reti               | Comp       | Pres       | Reti       | Pres   | Reti   |
| ----------------------- | ----------------------- | ----------------------- | ---------- | ---------- | --------------- | --------------- | --------------- | ------------------ | ------------------ | ------------------ | ---------- | ---------- | ---------- | ------ | ------ |
| 2010                    | Flora Tallinn           | ML                      | 2          | 0          | CE              | 0               | 0               | -                  | -                  | -                  | -          | -          | -          | 0      | 0      |
| 2011                    | Flora Tallinn           | ML                      | 21         | 1          | CE              | 2               | 0               | UCL                | 2                  | 0                  | SE         | 0          | 0          | 25     | 1      |
| 2012                    | Flora Tallinn           | ML                      | 22         | 0          | CE              | 3               | 0               | UCL                | 2                  | 0                  | SE         | 1          | 0          | 28     | 0      |
| 2013                    | Flora Tallinn           | ML                      | 32         | 1          | CE              | 1               | 0               | UEL                | 0                  | 0                  | -          | -          | -          | 33     | 1      |
| 2014                    | Flora Tallinn           | ML                      | 19         | 0          | CE              | 1               | 0               | -                  | -                  | -                  | -          | -          | -          | 20     | 0      |
| 2015                    | Flora Tallinn           | ML                      | 31         | 1          | CE              | 4               | 0               | UEL                | 2                  | 0                  | -          | -          | -          | 37     | 1      |
| 2016                    | Flora Tallinn           | ML                      | 32         | 1          | CE              | 1               | 0               | UCL                | 2                  | 0                  | SE         | 1          | 0          | 36     | 1      |
| Totale Flora Tallinn    | Totale Flora Tallinn    | Totale Flora Tallinn    | 159        | 4          |                 | 12              | 0               |                    | 8                  | 0                  |            | 2          | 0          | 181    | 4      |
| 2011                    | Flora Tallinn II        | EL                      | 10         | 2          | -               | -               | -               | -                  | -                  | -                  | -          | -          | -          | 10     | 2      |
| 2012                    | Flora Tallinn II        | EL                      | 2          | 0          | -               | -               | -               | -                  | -                  | -                  | -          | -          | -          | 2      | 0      |
| 2013                    | Flora Tallinn II        | EL                      | 1          | 1          | -               | -               | -               | -                  | -                  | -                  | -          | -          | -          | 1      | 1      |
| Totale Flora Tallinn II | Totale Flora Tallinn II | Totale Flora Tallinn II | 13         | 3          |                 | -               | -               |                    | -                  | -                  |            | -          | -          | 13     | 3      |
| 2017                    | Kristiansund            | ES                      | 26         | 0          | CN              | 3               | 0               | -                  | -                  | -                  | -          | -          | -          | 29     | 0      |
| gen.-lug. 2018          | Kristiansund            | ES                      | 7          | 0          | CN              | 2               | 0               | -                  | -                  | -                  | -          | -          | -          | 9      | 0      |
| Totale Kristiansund     | Totale Kristiansund     | Totale Kristiansund     | 33         | 0          |                 | 5               | 0               |                    | -                  | -                  |            | -          | -          | 38     | 0      |
| lug.-dic. 2018          | Sogndal                 | 1D                      | 12         | 0          | CN              | -               | -               | -                  | -                  | -                  | -          | -          | -          | 12     | 0      |
| gen.-giu. 2019          | Beroe                   | PL                      | 0          | 0          | CB              | 0               | 0               | -                  | -                  | -                  | -          | -          | -          | 0      | 0      |
| Totale                  | Totale                  | Totale                  | 205        | 7          |                 | 17              | 0               |                    | 8                  | 0                  |            | 2          | 0          | 232    | 7      |

## Palmarès

### Club

#### Competizioni nazionali
- Campionato estone: 3

Flora Tallinn: 2010, 2011, 2015
- Coppa d'Estonia: 3

Flora Tallinn: 2010-2011, 2012-2013, 2015-2016
- Supercoppa d'Estonia: 4

Flora Tallinn: 2011, 2012, 2014, 2016